# 河南电影电视制作集团
河南电影电视制作集团(HeNan Film Group)简称河南影视集团，是2006年1月经国家广电总局和河南省人民政府批准成立，主要从事影视剧、音像、广告等相关产品的制作、发行和衍生产品开发经营的国有独资影视企业。公司地址位于郑州市金水区金水路6号。

## 简介
始建于1958年、位于郑州的河南电影制片厂是集团的主要组成部分，1996年制片厂划归河南省广播电影电视局领导，主要经营电影和电视制作、音像品复制发行、广告制作代理、房地产开发等业务。

## 子公司
集团主要由以下单位组建而成：
- 河南电影制片厂
- 黄河音像出版社
- 河南省广播电视服务公司
- 河南省广电传媒印务有限公司
- 河南省广电局供片中心
- 河南省音像资料馆

## 主要作品
集团首部作品是2006年1月于河南电视台电视剧频道首播的大型少儿科幻系列剧《快乐星球Ⅱ》，其他包括《花木兰传奇》等电视剧；投资有《世上最亲的妈妈》、《豫菜皇后》、《少林四小龙》、《弹球里的太阳》、《少林禅武医》、《十部少林功夫系列电影》、《新少林寺》、《忠烈杨家将》、《制服》、《少年的你》等影片。